# Praon orpheusi
Praon orpheusi is een insect dat behoort tot de orde vliesvleugeligen (Hymenoptera) en de familie van de schildwespen (Braconidae). De wetenschappelijke naam van de soort werd voor het eerst geldig gepubliceerd door Kavallieratos, Athanassiou & Tomanovic in 2003.